# Schächele
Das Schächele ist ein vom Regierungspräsidium Tübingen am 23. März 1981 durch Verordnung ausgewiesenes Naturschutzgebiet auf dem Gebiet der Stadt Isny im Allgäu im Landkreis Ravensburg.

## Lage
Das Schächele liegt unmittelbar am östlichen Stadtrand der Stadt Isny im Allgäu zwischen der Kernstadt und dem Stadtteil Kleinhaslach. Das Gebiet gehört zum Naturraum Westallgäuer Hügelland.

## Schutzzweck
Der Schutzzweck ist laut Verordnung „die Erhaltung des naturhaften und landschaftlich reizvollen Quellgebietes der Isnyer Ach mit den dazugehörenden Niedermooren als Lebensraum der hier vorkommenden seltenen Pflanzen‑ und Tierarten.“

## Landschaftscharakter
Das Gebiet wird durch Pfeifengras-Streuwiesen, Kleinseggenriede und Quellseen geprägt. Die Isnyer Ach entspringt in diesem Gebiet. Eine Besonderheit ist ein weitgehend intakter Bestand des Pyrenäen-Löffelkrauts (Cratoneuro-cochlearicum).

## Flora und Fauna
Zu den nennenswerten Arten im Gebiet zählen unter anderem die Sumpf-Stendelwurz, der Schwalbenwurz-Enzian, der Frühlings-Enzian, die Mehlprimel, die Gewöhnliche Simsenlilie, das Fettkraut, sowie das Pyrenäen-Löffelkraut.